# Gesellschaft mit beschränkter Haftung
Pour les autres articles nationaux ou selon les autres juridictions, voir Société à responsabilité limitée.
Une Gesellschaft mit beschränkter Haftung (GmbH) (en français, « société à responsabilité limitée ») est une forme de personne morale à responsabilité limitée existant dans le droit des affaires allemand depuis 1892, puis étendue à d'autres pays d'Europe centrale tels que l'Autriche (en 1906) et la Suisse.

## Dénomination
En Allemagne, ce type d'entité est régi par une loi fédérale, la GmbH-Gesetz ou GmbHG (« loi GmbH »). Cette loi impose que l'appellation de chaque GmbH inclue la mention « Gesellschaft mit beschränkter Haftung » ou « Société à responsabilité limitée » ou une abréviation généralement compréhensible de ce nom.
Dans la pratique, par commodité, le choix se porte le plus souvent sur une abréviation, généralement sous la forme du sigle « GmbH ». Ce sigle est ainsi placé après le nom de la société, par exemple dans « Messe Frankfurt GmbH ». Si le nom de la société comprend déjà le mot « Gesellschaft » (« société »), l'abréviation perd le « G » correspondant, par exemple dans « Theaterservicegesellschaft mbH ».
On trouve aussi « GesmbH » en Autriche. Et « gGmbH », le premier « g » signifiant « gemeinnützige » (« à but non lucratif »).
En Suisse l'abréviation dépend de la langue. Les noms officiels selon le Code civil suisse dans le droit des obligations sont :
- Gesellschaft mit beschränkter Haftung (GmbH) en allemand ;
- société à responsabilité limitée (SARL) en français ;
- società a responsabilità limitata (Srl) en italien ;
- societad cun responsabladad limitada (Scrl) en romanche ;
- Limited liability company (LLC) en anglais.

En 2014, l'artiste Mickie Krause détourne le sens de ce sigle dans sa chanson Geh mal Bier holen ! (GmBh), aussi orthographiée Geh ma Bier hol'n ! (Va donc chercher de la bière !)